# Мария Елизавета Австрийская (1743—1808)
Эрцгерцогиня Мария Елизавета Жозефа Австрийская (13 августа 1743[…], Вена — 22 сентября 1808, Линц, эрцгерцогство Австрия над Энсом) — эрцгерцогиня Австрийская, дочь императора Франца I и императрицы Марии Терезии.

## Биография
Мария Елизавета родилась 13 августа 1743 года. В молодости она была очень привлекательной девушкой и считалась красивейшей из дочерей императрицы Марии Терезии. В 1768 году овдовевший король Франции Людовик XV хотел жениться на ней. Но внезапно она заболела оспой, которая оставила на её лице шрамы и лишила её надежды стать королевой Франции.
После смерти матери в 1780 году император Иосиф II назначил её настоятельницей монастыря для благородных девиц в Инсбруке. Здесь она проживала с мая 1781 года по январь 1806 года, когда эта территория была занята Наполеоном I. Мария Елизавета уехала в Вену, а вскоре в Линц, где и скончалась 22 сентября 1808 года.